# Кислинг, Моисей
Мо́йше (Моисей) Ки́слинг (фр. Moïse Kisling; 22 января 1891, Краков — 29 апреля 1953, Санари-сюр-Мер, деп. Вар) — французский художник Парижской школы, выходец из Польши.

## Биография
Родился в еврейской семье.

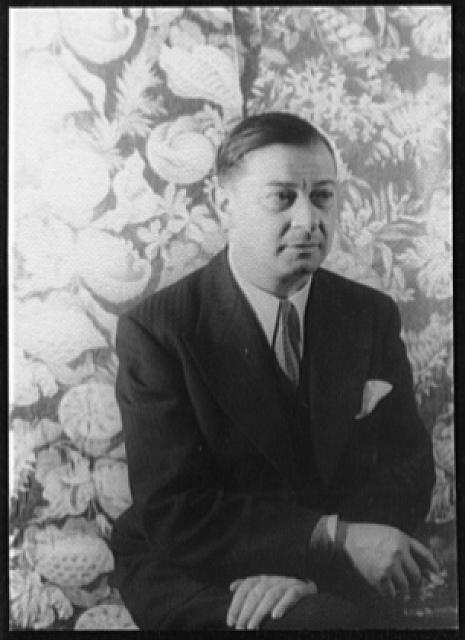
1941 год

Учился в художественной школе в Кракове, в 1910 году переехал в Париж, сначала поселился в Бато-Лавуар на Монмартре, где быстро стал частью художественного сообщества, затем перебрался на Монпарнас, где жил в течение следующих 27 лет. В этом же здании жили художники Жюль Паскин, а затем Амедео Модильяни. 
Кислинг подружился со многими из своих современников, включая Модильяни, который написал его портрет в 1916 году (собрание Музея современного искусства) и Карла Эйнштейна, написавшего о нём монографию.
С началом Первой мировой войны Кислинг записался в Иностранный легион, был тяжело ранен в битве на Сомме (1916), после ранения ему было пожаловано французское гражданство.
В 1940 году, после оккупации Франции, переехал в Нью-Йорк, в 1946 году возвращается обратно. Кислинг умер 29 апреля 1953 года в коммуне Санари-сюр-Мер. Именем художника названа улица в городе.

## Творчество
Стиль пейзажей Кислинга похож на манеру Марка Шагала. Мастер по изображению женского тела, его сюрреалистические ню и портреты принесли ему широкое признание. Самую большую коллекцию работ художника можно увидеть в музее Petit Palais, в Женеве, Швейцария.

## Образ в искусстве

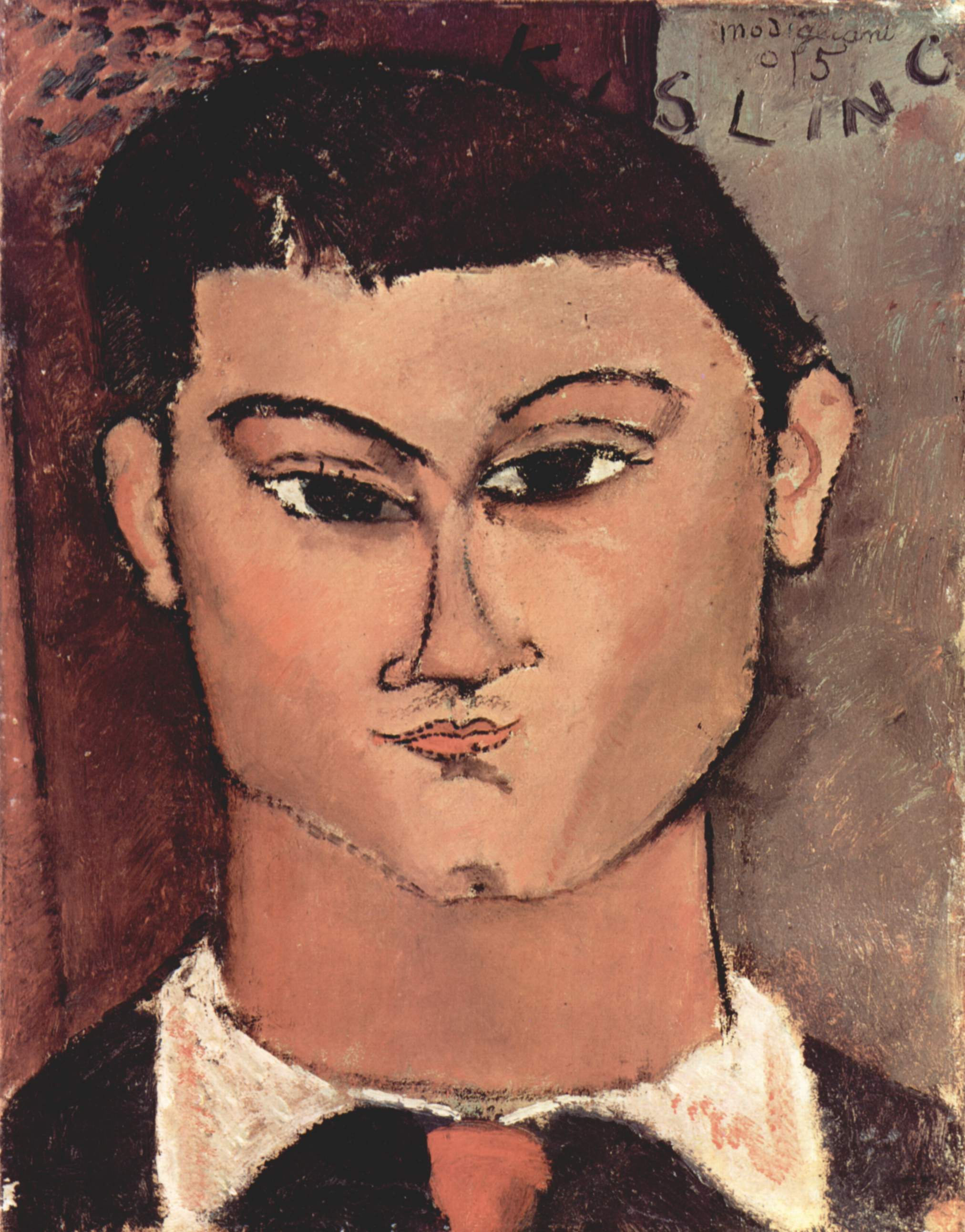
Амедео Модильяни. Портрет Моисея Кислинга (1915)

Представлен на картине Маревны Дар памяти друзьям с Монпарнаса (1962, Русский музей).
Портрет Кислинга кисти Романа Крамштыка, (1913, Национальный музей (Вроцлав).

## Выставки
- С 14 по 29 ноября 1934 года: Париж, галерея Жана Паско, с Жаком Анри Лартигом, Полем Коленом, Мари Лорасен, Анри Лебаском и Марселем Рошем.
- С 20 апреля по 7 июля 2019 года: «Кислинг, великая фигура Парижской школы», Токийский музей изобразительных искусств, Япония[2].